# Lakshmipura, Arkalgud
Lakshmipura là một làng thuộc tehsil Arkalgud, huyện Hassan, bang Karnataka, Ấn Độ.